# عملیات هیملر (فیلم ۱۹۷۹)
عملیات هیملر (لهستانی: Operacja Himmler) یک درام تاریخی لهستانی به کارگردانی زبیگنیف خمیلیفسکی است که در سال ۱۹۷۹ منتشر شد. این فیلم دربارهٔ حادثه گلایویتس است.

## گزیدهٔ بازیگران
- استانیسواف فرانتسکوویاک در نقش آلفرد ناویوکس
- ائوگونیوش کویافسکی در نقش راینهارت هایدریش
- ویرگیلیوش گرین در نقش اشتورم‌بان‌فورر هوفمان
- یانوش سِکوتِـرا در نقش هاینریش مولر
- ریشارد پیتروسکی در نقش آدولف هیتلر
- توماش زالیفسکی
- یژی موس
- یژی فدوروویچ
- ریشارد کوتیس
- آدام بائومن
- الکساندر میکووایچاک
- اولگیرد ووکاشِـویچ
- آنتونی یوراش
- آندژی وُیاچک